# José de Toro-Zambrano y Fernández-Romo
Don José de Toro-Zambrano y Fernández-Romo (1674-1760) fue un abogado y sacerdote chileno de la época colonial, que fue nombrado Obispo de Concepción en 1745. Es famoso por su férrea resistencia al traslado de la ciudad de Concepción, que fuera asolada por un terremoto en 1751.

## Biografía
Nació en Santiago, hijo de Don Alonso de Toro-Zambrano y Ugalde y Doña Josefa Fernández-Romo y Hurtado de Mendoza. Estudió latinidad, filosofía y teología en el colegio convictorio de San Francisco Javier, en Chile. Luego viajó a Perú, donde estudió jurisprudencia civil y canónica, graduándose luego de abogado, profesión que ejerció algunos años.
Vuelve a Chile en 1705, a trabajar como relator de la Real Audiencia. Fue ordenado sacerdote en 1711.
El Papa Benedicto XIV lo nombró obispo de Concepción en 1745, cargo que asumió al año siguiente, a los 72 años.
Durante su obispado se terminó la Catedral de la ciudad. También se preocupó de mejorar la calidad de la educación en el seminario de Concepción, y las condiciones de vida del clero. En 1752 el Rey accedió a sus peticiones de un aumento de renta para los sacerdotes de su diócesis. En 1750 se añadió a la diócesis las parroquias de Cauquenes y Putagán, aunque los trámites, que incluyeron peticiones al Obispado de Santiago, a la Santa Sede y al Rey, habían sido realizados por Fray Francisco Antonio de Escandón, Obispo de Concepción entre 1724 y 1731.

## Terremoto de 1751
El 24 de mayo de 1751 un terremoto y maremoto, con una intensidad calculada de 8,5 en la escala de Richter destruyó las ciudades de Concepción, Chillán, Cauquenes, Curicó y Talca. El Obispo de Toro y Zambrano se hizo famoso por la resistencia con que se opuso al traslado de la ciudad de Concepción, que fue destruida casi totalmente. Incluso la Catedral, terminada poco tiempo antes, resultó arruinada.
El Gobernador Domingo Ortiz de Rozas, luego de que se lo solicitaran algunos vecinos, decidió el traslado de la ciudad, aunque el lugar de destino fue decidido por votación, la que fue realizada durante un cabildo abierto. Se propuso la loma de Parra, el llano de Landa y el valle de la Mocha, ganando esta última opción. El Obispo, además de un grupo influyente de vecinos, se resistió férreamente al traslado, incluso amenazando de excomunión a quien se trasladase al nuevo emplazamiento. Se cree que la razón de su resistencia sea que la diócesis era el acreedor de muchos créditos hipotecarios que se verían anulados de realizarse el traslado.
La disputa se extendió por 12 años, más allá de la muerte del obispo en 1760, hasta que el traslado se llevó a cabo.